# モンゴメリー (アラバマ州)

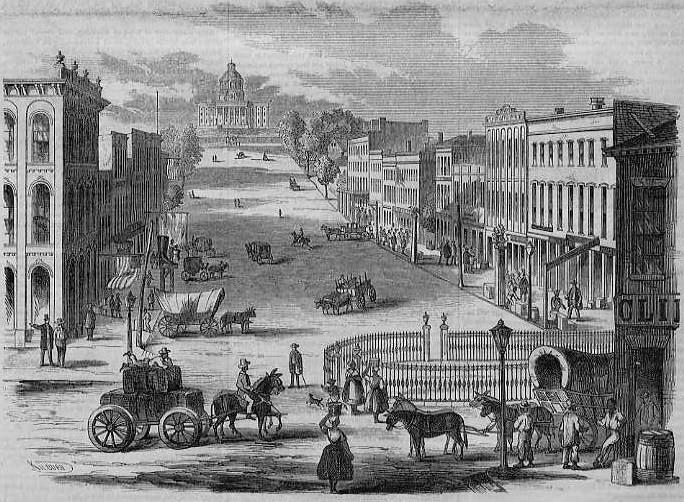
1857年頃のモンゴメリー

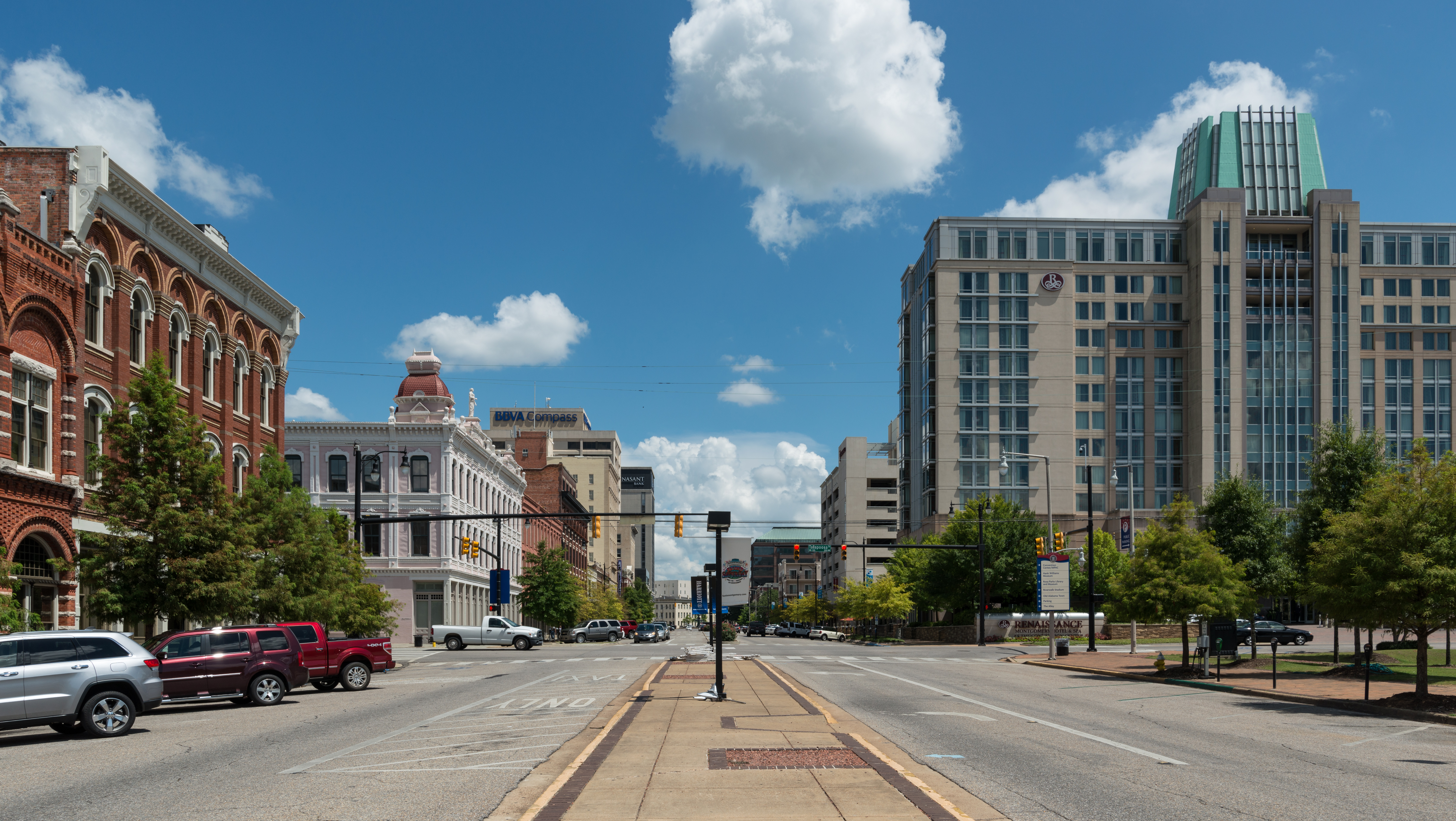
ダウンタウン

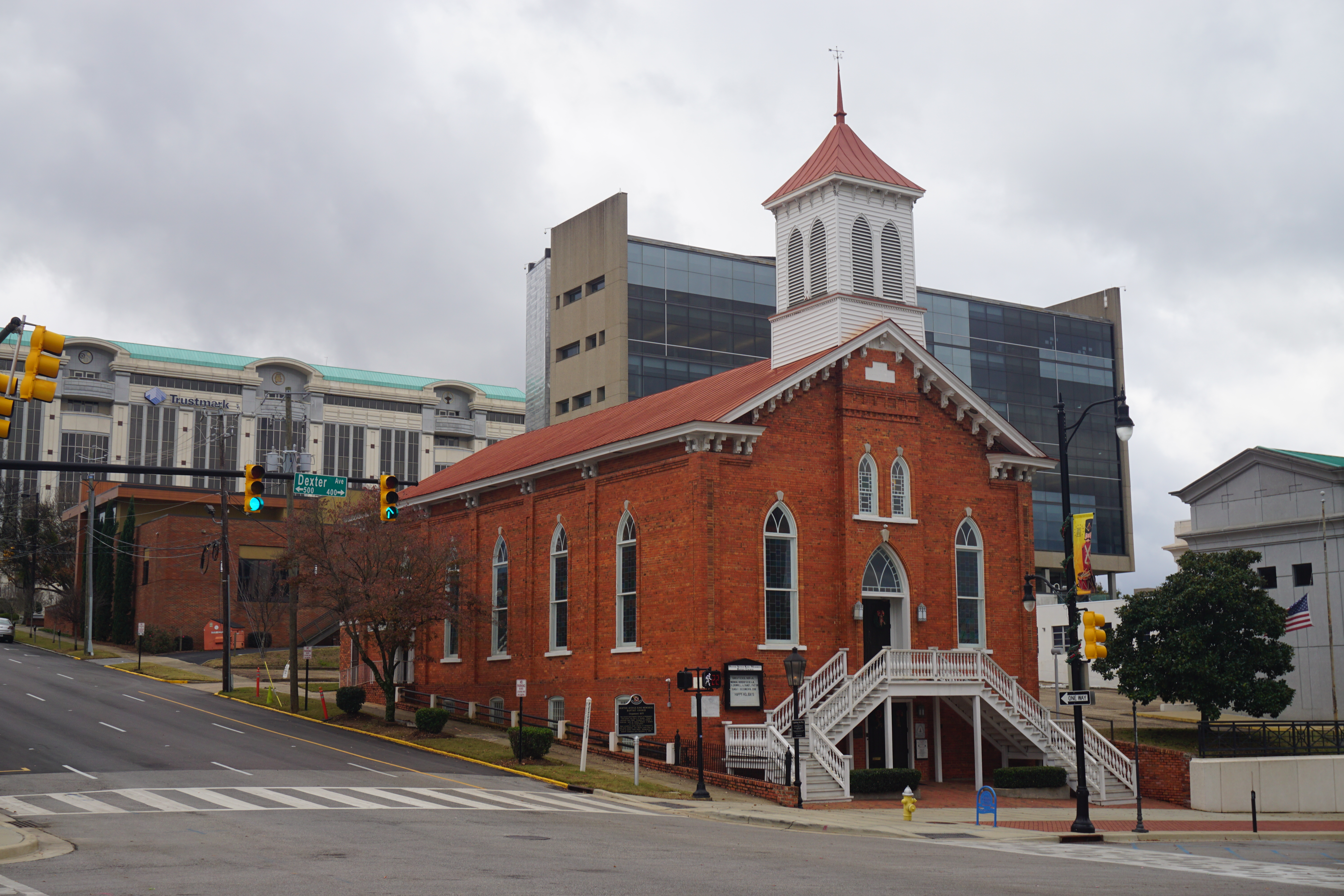
キング牧師が勤めていたバプティスト教会

モンゴメリー（Montgomery、モントゴメリー）は、アメリカ合衆国アラバマ州の州都。人口は20万0603人（2020年）で、州第2の都市である。モンゴメリー郡の郡庁が立地している。市名はアメリカ独立戦争で戦死したリチャード・モントゴメリーにちなむ。

## 歴史
- 1819年、アラバマ州創設時に州都となる
- 1861年2月に創設されたアメリカ連合国の最初の首都となった（首都は5月、バージニア州リッチモンドに移転）。
- 1955年12月1日に発生したローザ・パークス逮捕事件と、これに抗議するモンゴメリー・バス・ボイコット事件によって公民権運動の歴史に名を残した。ボイコットを主導したマーティン・ルーサー・キング（1964年にノーベル平和賞を受賞）は当時、モンゴメリーのデクスター通りバプテスト教会牧師であった。

## 地理
バーミンガムの南150キロメートルに位置している。
アメリカ合衆国統計局によると、総面積404.5 km2 (156.2 mi2) である。このうち402.4 km2 (155.4 mi2) が陸地で、2.1 km2 (0.8 mi2) が水地域である。総面積の0.52%が水地域となっている。

## 住民
2000年国勢調査によると、人口201,568人、78,384世帯、及び51,106家族が暮らしている。人口密度は500.9人/km2 (1,297.3人/mi2) である。215.7/km2 (558.5/mi2) の平均的な密度に86,787軒の住宅が建っている。人種的な構成は白人47.67%、アフリカン・アメリカン49.63%、ネイティブ・アメリカン0.25%、アジア1.06%、太平洋諸島系0.04%、その他の人種0.37%、及び混血0.98%である。人口の1.23%はヒスパニックまたはラテン系である。
住民は25.9%が18歳未満の未成年、18歳以上24歳以下が12.1%、25歳以上44歳以下が29.8%、45歳以上64歳以下が20.3%、及び65歳以上が11.8%にわたっている。中央値年齢は33歳である。女性100人に対して男性は88.4人である。18歳以上の女性100人に対して男性は83.9人である。
世帯ごとの平均的な収入は35,627 USドルであり、家族ごとの平均的な収入は44,297 USドルである。男性は31,877 USドルに対して女性は25,014 USドルの平均的な収入がある。この都市の一人当たりの収入 (per capita income) は19,385 USドルである。人口の17.7%及び家族の13.9%は貧困線以下である。全人口のうち18歳未満の25.7% 及び65歳以上の13.4%は貧困線以下の生活を送っている。
2020年アメリカ合衆国国勢調査によれば、モンゴメリーの人口の63パーセントはアフリカ系アメリカ人だった。

## 有名な場所
- アラバマ・Shakespeare・フェスティバル
- モンゴメリー・ビスケッツ、サザンリーグ野球チーム
- モンゴメリー動物園
- アラバマ州議会議事堂
- ローザ・パークス博物館
- アメリカ連合国大統領官邸（ホワイト・ハウス）

## 高等教育
モンゴメリーは多様な大学の本拠地となっている。
- アラバマ州立大学（英語版）
- Auburn University at Montgomery
- フォークナー大学
- Huntingdon College
- Troy University モンゴメリー校

## 交通
モンゴメリー地域空港にはアメリカン・イーグルとデルタ・コネクションが乗り入れている。

## 出身人物
- ヘンリー・カー (陸上選手、アメリカンフットボール選手)
- ナット・キング・コール (歌手・ジャズピアニスト)
- ジョニー・シモンズ (俳優)
- トミー・ショウ (ロックギタリスト)
- レイ・スコット (釣り人)
- バート・スター (アメリカンフットボール選手)
- オクタヴィア・スペンサー (女優)
- ゼルダ・セイヤー (小説家・F・スコット・フィッツジェラルドの妻)
- キャスリン・C・ソーントン (宇宙飛行士)
- ビッグ・ママ・ソーントン (R&B歌手)
- クリス・ディッカーソン (ボディビルダー)
- アロンゾ・バーバース (陸上選手)
- ブレット・バトラー (女優)
- エディ・フロイド (R&B歌手)